# Rezerwat przyrody Mechowisko Radość
Rezerwat przyrody Mechowisko Radość – torfowiskowy rezerwat przyrody położony na terenie gminy Lipnica w powiecie bytowskim (województwo pomorskie).

## Powołanie
Obszar chroniony utworzony został 20 lipca 2013 r. na podstawie Zarządzenia Regionalnego Dyrektora Ochrony Środowiska w Gdańsku z dnia 28 czerwca 2013 r. w sprawie uznania za rezerwat przyrody „Mechowisko Radość” (Dz. Urz. Woj. Pom. 2013.2737). Utworzono go na skutek wniosku Klubu Przyrodników jako pierwszy rezerwat w ramach prowadzonego przez nich projektu „Ochrona torfowisk alkalicznych (7230) w młodoglacjalnym krajobrazie Polski północnej”.

## Położenie
Rezerwat obejmuje 9,59 ha powierzchni na terenie obrębu ewidencyjnego Luboń (część działki ewidencyjnej nr 44/3), jest otoczony przez otulinę o powierzchni 59,84 ha (do 2014 miała powierzchnię 69,36 ha). Leży na gruntach Skarbu Państwa w zarządzie Nadleśnictwa Osusznica, przy zachodnim brzegu jeziora Kielsk.
Obszar chroniony położony jest w całości w obrębie dwóch obszarów sieci Natura 2000: siedliskowego „Ostoja Zapceńska” PLH220057 oraz ptasiego „Bory Tucholskie” PLB220009.

## Charakterystyka
Celem ochrony jest „zachowanie ekosystemu torfowiska alkalicznego z unikatową florą mchów i roślin naczyniowych”. Chronione jest torfowisko alkaliczne, wykształcone w zatoce lądowiejącego, mezotroficznego ramienicowego jeziora Kielskiego. Część przyjeziorna i środkowa są niemal płaskie, całość jest od kilkudziesięciu lat niewykorzystywana rolniczo.
Występują tu licznie takie gatunki, jak skalnica torfowiskowa (Saxifraga hirculus) i lipiennik Loesela (Liparis loëseli) oraz inne gatunki rzadkie i chronione, m.in. kruszczyk błotny (Epipactis palustris), gwiazdnica grubolistna (Stellaria crassifolia), turzyca strunowa (Carex chordorhhiza), turzyca dwupienna (Carex dioica), ponikło skąpokwiatowe (Eleocharis quinqueflora).
Na mocy obowiązującego planu ochrony ustanowionego w 2016 roku (z późniejszymi zmianami), obszar rezerwatu objęty jest ochroną czynną. Działania ochronne skupiają się głównie na wycinaniu zarastających drzew, krzewów, a także powstrzymywaniu ekspansji trzciny.